# شارل سيموني
شارل سيموني Charles Simonis (ولد 1818 – ومات 1875) سياسي وحقوقي لوكسمبورغي. تولى منصب عمدة مدينة لوكسمبورغ من عام 1873 حتى وفاته في 1875. انتخب أيضا عضوا في البرلمان، حيث كان على رأس المعارضين لإنشاء بنك قومي.